# Ferrovie Appulo-Lucane
A Ferrovie Appulo-Lucane (röviden FAL) Olaszország Puglia és Basilicata régióiban tevékenykedő közlekedési vállalat. Központja Bariban található.

## Tevékenysége

### Vasúti személyszállítás

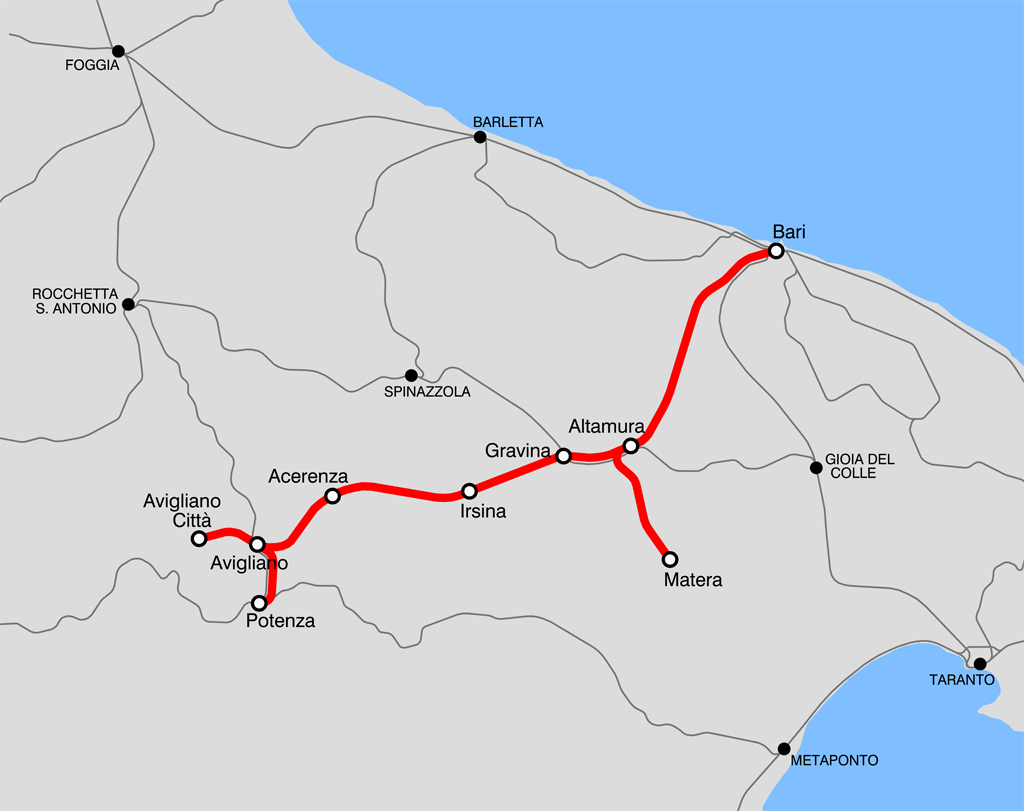
A cég által üzemeltetett vasúthálózat térképe

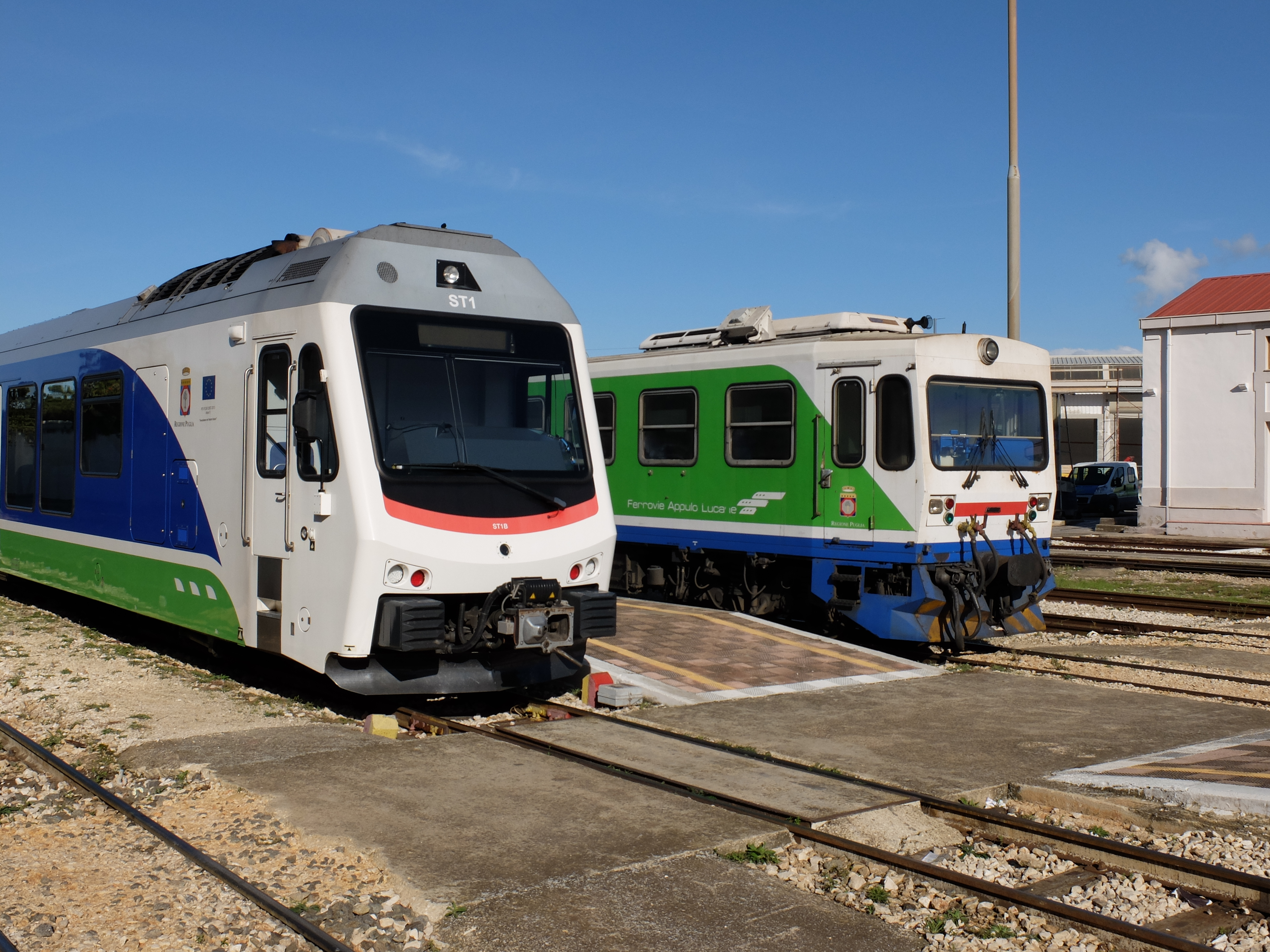
ST1 és M4 szerelvények (Bari Scalo)

A cég az alábbi keskeny nyomtávolságú vasútvonalakat üzemelteti:
- Bari - Altamura - Matera, 76 km
- Altamura - Avigliano Lucania - Potenza, 100 km
- Avigliano Lucania - Avigliano Città, 8 km

### Közúti személyszállítás
A cég az alábbi útvonalakon üzemeltet rendszeres autóbuszjáratokat:
- Bari - Palo del Colle - Gravina - Genzano - Matera
- Matera - Montescaglioso - Ferrandina - Pisticci - Montalbano Jonico
- Potenza - Pignola - Laurenzana - Pietragalla - Avigliano
- Atena - Brienza - Marsico Nuovo - Villa d’Agri
- Laino Borgo - Rotonda - Castelluccio - Lagonegro - Praia a Mare
- Bari - Matera - Potenza

## Története
A céget hivatalosan 2001. január 1-jén alapították az egykori Ferrovie Calabro Lucane (FCL) feldarabolásával. A másik létrejött vállalat a Ferrovie della Calabria. Az apuliai keskeny nyomtávú vasútvonal első szakaszát 1915. augusztus 9-én nyitották meg Bari és Matera között (76 km). Az 1920-as és 1930-as években a vonalat meghosszabbították Miglionicóig és Montalbano Jonicóig. 1930 és 1934 között megépült az Altamurát Potenzával összekötő vonal illetve az aviglianói leágazás. Az 1960-as évektől kezdődően, a közúti közlekedés térhódításával egy időben jelentősége csökkent és elhanyagolt állapotba került. 2001 után jelentős felújításokat végeztek a vonalakon.